# Нижній Рушенер
Нижній Рушене́р (рос. Нижний Рушенер, марій. Рушэҥер) — присілок у складі Сернурського району Марій Ел, Росія. Входить до складу Кукнурського сільського поселення.

## Населення
Населення — 317 осіб (2010; 349 у 2002).
Національний склад (станом на 2002 рік):
- марі — 82 %